# Сигард (граф Эно)
Сигард (фр. Sigard; умер в 920) — граф Эно (Геннегау) и Льежа.
Сигард сменил Ренье I на посту графа Эно в 898 году после его смещения того Цвентибольдом. Несмотря на смерть Цвентибольда, который был благодетелем и родственником Сигарда, тот, по-видимому, сохранил контроль над некоторой частью Эно до своей смерти в 920 году.
Переход графства Эно от дома Ренье к Сигарду и обратно запутан и остается неясным. Несомненно, однако, что графство вернулось к семье Ренье с принятием Ренье II в 915 году титула графа Эно. Какие-либо браки или дети Сигарда неизвестны.